# Ženske v vrtu
Ženske v vrtu (francosko Femmes au jardin) je oljna slika, ki jo je leta 1866 naslikal francoski umetnik Claude Monet, ko je bil star 26 let. Ker je menda naslikana pleneristično, je velikost platna  zahtevala, da je Monet naslikal najprej zgornjo polovico, platno spustil v jarek, ki ga je izkopal, tako da je lahko ohranil enotno stojišče za celotno delo. Vrt v katerem je slikal je najel. Njegova spremljevalka Camille je bila model za figure. Monet je končal delo v studiu in uporabil ilustracije v revijah za izdelavo modnih oblačil.
Monet je bil takrat bolj na začetku svoje kariere, eksperimentiral je z metodo in vsebino. Njegove zgodnejše slike so bile uspešne na Pariških salonih, Ženske v vrtu pa so bile leta 1867 zavrnjene zaradi subjektivne in pripovedne slabosti. Salon je vznemiril tudi Monetov hud premik v slogu, ki bo seveda postal eden od znakov impresionizma. Sodnik je komentiral: »Preveč mladih misli na nič drugega kot na nadaljevanje v tej gnusni smeri. Skrajni čas je, da jih zaščitimo in ohranimo umetnost!«  To sliko je kupil kolega umetnik Frédéric Bazille, da bi pomagal Monetu ker ni imel denarja. 
Čeprav je Musée d'Orsay, lastnik slike, komentiral, da je »Monet spretno upodobil bele obleke in jih trdno zasidral v strukturi kompozicije«. V tem pogledu se zdi, da so figure slabo integrirane v sceno, pri čemer je ženska desno »zdrsila po tleh, kot da bi imela voziček, skrit pod svojo obleko«. Obdelava slike s svetlobo in senco je hvaljena, zato je delo morda nakazalo, kam je usmerjena njegova umetniška pot. 